# Schloss Salsta

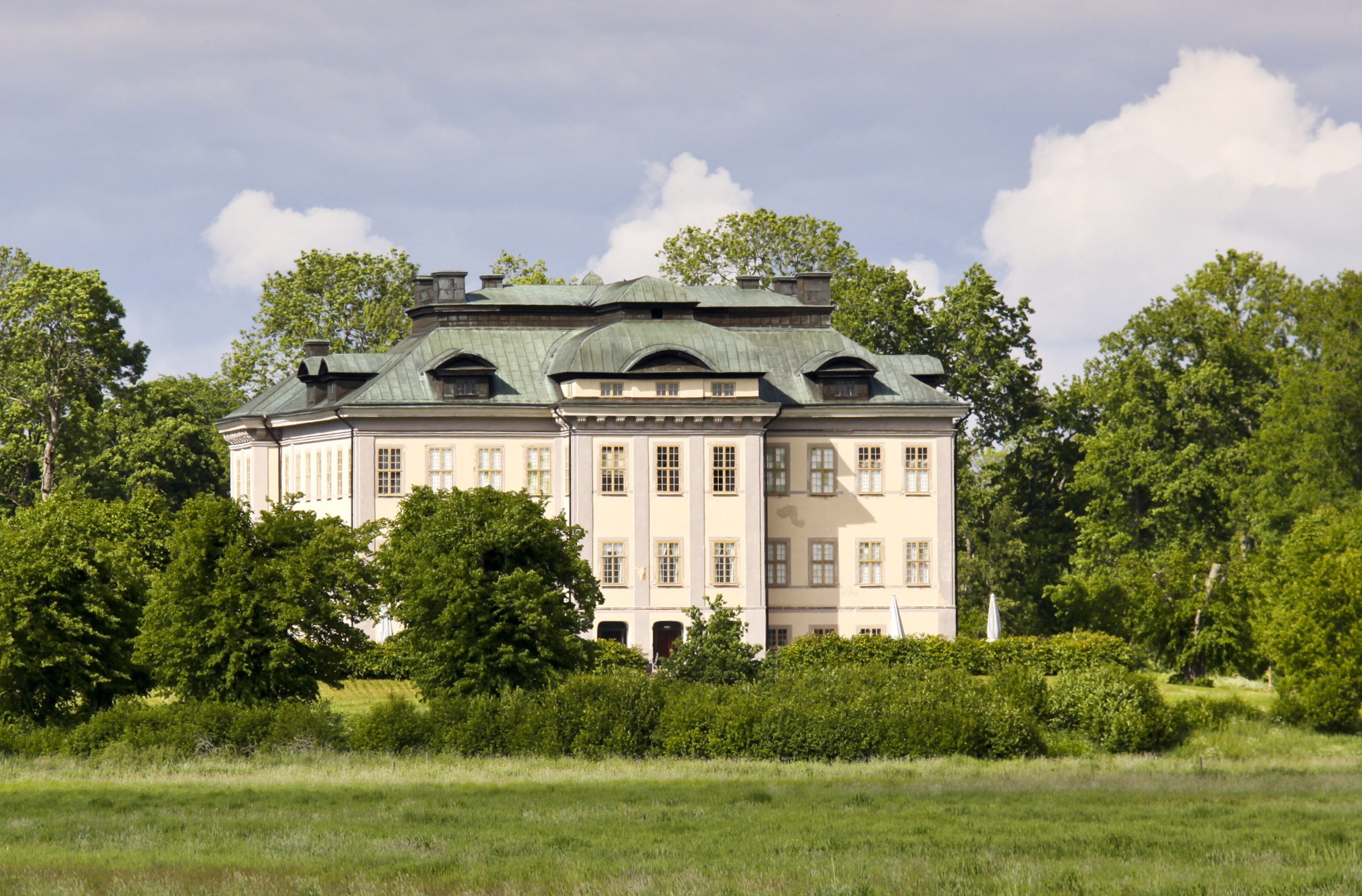
Schloss Salsta

Schloss Salsta ist ein Barockschloss in Vattholma, Gemeinde Uppsala, etwa 25 km nördlich von Uppsala. Das Schloss gehört dem Schwedischen Staat und wird vom Statens fastighetsverk verwaltet, seit 1993 als Baudenkmal.

## Geschichte

### Festes Haus
Ein Festes Haus wird hier schon im Hochmittelalter erwähnt. Der Fluss Fyrisån war zu diesem Zeitpunkt noch bis zu Salsta schiffbar. Karl Gregersson zu Salsta, ein außerehelicher Enkel von Birger Jarl, hat Salsta in 1301 dem Mitglied des Schwedischen Reichsrates Abjörn Sixtensson Sparre von Tofta verkauft. Im 15. Jahrhundert gehörte das Schloss die Familie Oxenstierna, und der Reichswerveser Bengt Jönsson Oxenstierna wurde als Großspender der Kirche Tensta bei Salsta mit einem Spenderporträt unter den Wandgemälden der Kirche geehrt. Sein Sohn Jöns Bengtsson zu Salsta (lat. Johannes Benedicti de Salista) wurde Rektor der Universität Leipzig, Erzbischof von Uppsala und Reichsverweser von Schweden.

### Renaissanceschloss
Salsta wurde 1516 von Truppen Sten Sture des Jüngeren eingenommen und abgebrannt, weil der Reichsrat Sten Kristiernsson Oxenstierna die Sture-Partei an die Unionspartei verraten hatte. Im Mitte des 16. Jahrhunderts wurde Salsta Sitz der Familie Bielke. Nils Turesson Bielke errichtete hier ein dreistöckiges Renaissanceschloss und Teile dieses Renaissancebaus sind noch erhalten. Sein Enkel, Nils Bielke, Graf Bielke von Åkerö (1644–1716), hat 1670 der Umbau zum heutigen Barockschloss angefangen. Es wurde im französischen Barockstil von Mathias Spihler entworfen und konstruiert, möglicherweise nach Vorlage von Nicodemus Tessin dem Älteren.